# Andrew Holness
Andrew Michael Holness (n. 22 iulie 1972, Spanish Town⁠(d), Jamaica) este un politician jamaican care ocupă funcția de prim-ministru al Jamaicăi⁠(d) din 3 martie 2016, după ce a deținut anterior această funcție între 2011 și 2012. Este, de asemenea, liderul Partidului Laburist din Jamaica din 2011.
Holness a fost pentru prima dată prim-ministru între 23 octombrie 2011 și 5 ianuarie 2012. L-a succedat pe Bruce Golding⁠(d) în această funcție și a decis să convoace alegeri generale pe 29 decembrie 2011, în încercarea de a obține propriul mandat din partea electoratului jamaican. Totuși, a pierdut scrutinul în fața Partidului Național Popular, condus de Portia Simpson-Miller⁠(d), care a obținut 42 de mandate, față de cele 21 ale JLP. În urma acestei înfrângeri, Holness a activat ca lider al opoziției din ianuarie 2012 până în martie 2016, când a revenit în funcția de prim-ministru. În 2020, Partidul Laburist a obținut o victorie categorică în alegerile generale, iar la 7 septembrie Holness a fost învestit pentru un nou mandat de prim-ministru.
În octombrie 2011, la vârsta de 39 de ani, Holness a devenit cel mai tânăr prim-ministru din istoria Jamaicăi. În martie 2016, la 43 de ani, a devenit cel mai tânăr prim-ministru ales prin vot. De asemenea, este primul prim-ministru născut după obținerea independenței Jamaicăi în 1962. În prezent, este cel mai longeviv prim-ministru provenit din Partidul Laburist din Jamaica.

## Biografie
În 1997, Holness și-a descris tatăl drept „un gânditor și un socialist academic” și pe mama sa ca fiind „pragmatică și economă”. A crescut în Ensom City, Spanish Town, și a urmat cursurile liceului St. Catherine. În perioada liceului, a fost remarcat ca participant la dezbateri și a devenit șef de promoție, susținând discursul de absolvire. După absolvire, a predat timp de un an la același liceu, iar la vârsta de 19 ani și-a început studiile de licență la Universitatea Indiilor de Vest, campusul Mona, absolvind ulterior cu o diplomă de licență în Științe în domeniul managementului.
După finalizarea studiilor universitare, Holness a ocupat funcția de director executiv al organizației Voluntary Organization for Uplifting Children (VOUCH) între 1994 și 1996. Acolo l-a întâlnit pe Edward Seaga, care la acea vreme era liderul Partidului Laburist din Jamaica (JLP). În perioada petrecută la VOUCH, Holness a obținut un masterat în Științe (MSc) în Studii de Dezvoltare la Universitatea Indiilor de Vest. Ulterior, s-a alăturat grupului de companii Premium, condus de Seaga, unde a lucrat ca asistent special și manager financiar.
În 2024, Holness a obținut un doctorat profesional în Drept și Politici Publice la Universitatea Northeastern din Boston, Massachusetts. Lucrarea sa de doctorat a avut ca temă impactul legislației americane privind armele de foc asupra violenței din societatea jamaicană.

## Cariera politică
Holness s-a alăturat Partidului Laburist din Jamaica în 1992 și a devenit activ politic începând din 1993, pe când era student la Universitatea Indiilor de Vest⁠(d). A fost ales pentru prima dată în parlamentul jamaican în alegerile generale din 1997, ca deputat pentru circumscripția Saint Andrew West Central, reprezentând JLP.
Competiția electorală în acea circumscripție s-a desfășurat, în principal, între Holness și Warren Blake, candidatul Partidului Național Popular (People’s National Party – PNP). Rezultatul inițial a fost foarte strâns, însă în cele din urmă Holness a fost declarat câștigător. PNP a depus acuzații de fraudă electorală la Autoritatea Constituită, organism parte din sistemul de reglementare electorală din Jamaica. Holness a depus jurământul ca membru al parlamentului pe 24 februarie 1998, după o renumărare oficială ordonată de instanță. Pe 5 martie 1998, și-a pierdut mandatul, după ce Curtea Electorală a dispus organizarea unui nou scrutin. În aprilie, Blake a câștigat alegerile repetate, însă, din cauza unor nereguli într-un grup de patru secții de votare de la Școala Primară Taylor, JLP a depus o contestație, și a fost decis organizarea unui nou scrutin în acele secții. În urma acestei reelectări parțiale, Holness a câștigat și a depus jurământul pentru a doua oară ca deputat în iulie 1998.
După alegerea sa, Morris Cargill a comentat: „Mă bucur că Andrew Holness a câștigat, nu dintr-un partizanat politic îngust, ci pentru că este benefic pentru Partidul Laburist din Jamaica să aibă un tânăr nou în rândurile sale”. La scurt timp după intrarea sa în parlament, Holness a fost numit purtător de cuvânt al opoziției pentru domeniile terenurilor, dezvoltării și locuințelor și a devenit membru al comisiilor pentru economie și producție, precum și pentru infrastructură și dezvoltare fizică.
În 1997 a devenit deputat pentru West Central St. Andrew și a ocupat funcția de purtător de cuvânt al opoziției pentru terenuri și dezvoltare în perioada 1999–2002. În 2002, și-a schimbat portofoliul, ocupându-se de locuințe, iar în 2005, de educație.

### Ministru al Educației
Holness a devenit ministru al educației în guvernul condus de Bruce Golding⁠(d) în 2007.

### Prim-ministru al Jamaicăi
La 23 octombrie 2011 i-a succedat lui Bruce Golding⁠(d) atât în funcția de lider al JLP, cât și în cea de prim-ministru, devenind al nouălea prim-ministru al țării. În calitate de prim-ministru, a ales să păstreze și portofoliul educației. În februarie 2023, o comisie l-a exonerat de acuzațiile de corupție care i-au fost aduse.

### Alegerile din 2011
La 5 decembrie 2011, Holness a convocat alegeri generale pentru data de 29 decembrie 2011. JLP (Jamaica Labour Party) și-a concentrat campania în bastioanele sale tradiționale, iar Holness a evidențiat realizările celor patru ani de guvernare ai JLP, precum creșterea economică și reducerea criminalității — aspecte pe care, potrivit JLP, PNP nu le-ar fi realizat în cei optsprezece ani în care s-a aflat la conducerea țării.
Totuși, JLP a pierdut alegerile în fața PNP, care a obținut o majoritate semnificativă de 42 de mandate față de cele 21 ale JLP. Portia Simpson-Miller⁠(d) și PNP au revenit la guvernare. Rata participării la vot a fost de 53,17%.

### Alegerile din 2016 și reconfirmarea ca prim-ministru
La 25 februarie 2016, JLP a câștigat alegerile generale, obținând 32 de locuri în parlament, în timp ce PNP, aflat la guvernare, a obținut 31. Soția lui Holness, Juliet, a fost de asemenea aleasă în parlament, marcând astfel prima ocazie în care un prim-ministru sau lider al opoziției și soția sa au fost aleși simultan în Parlamentul Jamaicăi. Ca urmare, Simpson-Miller a devenit lider al opoziției pentru a doua oară. Rata de participare a scăzut pentru prima dată sub 50%, înregistrând doar 48,37%.

### Alegerile din 2020
La 3 septembrie 2020, Holness a condus JLP către o a doua victorie consecutivă în alegerile generale, de această dată cu o marjă mult mai mare. JLP a obținut 49 de mandate, comparativ cu cele 14 ale PNP. Totuși, rata de participare a fost de doar 37%, cel mai probabil influențată de pandemia de coronavirus. Prin această victorie, Holness a devenit cea mai tânără persoană din istoria Jamaicăi care a fost aleasă de două ori ca prim-ministru. A fost învestit pentru un nou mandat la 7 septembrie 2020.

### Republicanism
În timpul vizitei în Jamaica a Ducelui și Ducesei de Cambridge, în martie 2022, în numele monarhului jamaican, Regina Elisabeta a II-a, și în cadrul celebrărilor pentru cea de-a 70-a aniversare a urcării sale pe tron, Holness le-a transmis cuplului regal că națiunea jamaicană „merge mai departe și intenționăm să ne atingem în scurt timp obiectivele de dezvoltare și să ne realizăm adevăratele aspirații ca țară independentă, dezvoltată și prosperă”.

## Viața personală
În 1997 s-a căsătorit cu Juliet Holness (născută Landell), contabilă de profesie, pe care o cunoscuse în anii 1980, pe când erau ambii elevi la liceul St. Catherine. Cei doi au împreună doi copii, Adam și Matthew.
Este membru al Bisericii Adventiste de Ziua a Șaptea.

## Distincții
- Jamaica: Membru al Ordinului Națiunii
- Republica Dominicană: Mare Cruce cu Stea de Aur a Ordinului de Merit Duarte, Sánchez și Mella[33]
- Regatul Unit: La 26 mai 2021, a devenit membru al Consiliului Privat al Majestății Sale[34]